# Orthonops zebra
Espèce
Orthonops zebra est une espèce d'araignées aranéomorphes de la famille des Caponiidae.

## Distribution
Cette espèce est endémique de Californie aux États-Unis,. Elle se rencontre dans les comtés de Riverside et d'Orange.

## Description
Le mâle holotype mesure 3,46 mm et la femelle paratype 4,59 mm.

## Publication originale
- Platnick, 1995 : A revision of the spider genus Orthonops (Araneae, Caponiidae). American Museum novitates, no 3150, p. 1-18 (texte intégral).